# Grand Prix de triathlon 2016
Navigation
Grand Prix de triathlon 2015 Grand Prix de triathlon 2017
Le Grand Prix de triathlon 2016 est composée de quatre courses organisées par la Fédération française de triathlon (FFTRI). Chaque course est disputée au format sprint soit 750 m de natation, 20 km de cyclisme et 5 km de course à pied. 
Le Grand Prix de triathlon 2016 se déroule du 22 mai au 4 septembre 2016. 

## Calendrier
| Étapes   | Date                               | Villes    |
| -------- | ---------------------------------- | --------- |
| 1° étape | dimanche 22 mai 2016               | Dunkerque |
| 2° étape | dimanche 19 juin 2016              | Valence   |
| 3° étape | jeudi 14 juillet 2016              | Gray      |
| 4° étape | dimanche 4 septembre 2016          | Quiberon  |
| 5° étape | dimanche 25 septembre 2016 annulée | Nice      |

## Clubs engagés

### Hommes
- E.C. Sartrouville Triathlon
- Poissy Tri Duathon Club
- Saint-Jean-de-Monts
- Montpellier Agglo Triathlon
- Les Sables Vendée Tri
- Valence Triathlon
- Team Charentes Triathlon
- Saint-Raphaël Tri
- Metz Triathlon
- Mulhouse Olympique Tri
- Montluçon Triathlon
- TCG 79 Parthenay
- Rouen Triathlon
- Versailles Triathlon
- Sainte-Geneviève Tri
- Vitrolles Triathlon

### Femmes
- Poissy Tri Duathon Club
- E.C. Sartrouville Triathlon
- Metz Triathlon
- Tri Val de Gray
- TCG 79 Parthenay
- Triathlon Club de Châteauroux
- Autun Triathlon
- ECAC Chaumont Triathlon
- La Rochelle Triathlon
- Brive Limousin Triathlon
- Stade Poitevin Triathlon
- Issy Triathlon
- AS Libourne Triathlon
- Tri Saint Amand Dun 18
- Team Charentes Triathlon

## Résultats

### Dunkerque
| Position           | Hommes                      | Femmes                      |
| ------------------ | --------------------------- | --------------------------- |
| Médaille d'or      | E.C. Sartrouville Triathlon | Poissy Triathlon            |
| Médaille d'argent  | Poissy Triathlon            | E.C. Sartrouville Triathlon |
| Médaille de bronze | Saint-Jean-de-Monts         | Metz Triathlon              |

### Valence
| Position           | Hommes                      | Femmes           |
| ------------------ | --------------------------- | ---------------- |
| Médaille d'or      | Poissy Triathlon            | Poissy Triathlon |
| Médaille d'argent  | Saint-Jean-de-Monts         | TCG 79 Parthenay |
| Médaille de bronze | Montpellier Agglo Triathlon | Metz Triathlon   |

### Gray
| Position           | Hommes                   | Femmes                  |
| ------------------ | ------------------------ | ----------------------- |
| Médaille d'or      | Saint-Raphaël Tri        | ECAC Chaumont Triathlon |
| Médaille d'argent  | Metz Triathlon           | Autun Triathlon         |
| Médaille de bronze | Team Charentes Triathlon | Poissy Triathlon        |

### Quiberon
| Position           | Hommes                      | Femmes           |
| ------------------ | --------------------------- | ---------------- |
| Médaille d'or      | Poissy Triathlon            | Poissy Triathlon |
| Médaille d'argent  | Saint-Jean-de-Monts         | Tri Val de Gray  |
| Médaille de bronze | E.C. Sartrouville Triathlon | Metz Triathlon   |

## Classement général final[8]
| Position | Hommes                      | Hommes | Femmes                        | Femmes |
| Position | Équipes                     | Points | Équipes                       | Points |
| -------- | --------------------------- | ------ | ----------------------------- | ------ |
|          | Poissy Triathlon            | 68     | Poissy Triathlon              | 76     |
|          | Saint-Jean-de-Monts         | 65     | Tri Val de Gray               | 60     |
|          | E.C. Sartrouville Triathlon | 61     | Metz triathlon                | 59     |
| 4e       | Saint-Raphaël Tri           | 54     | ECAC Chaumont Triathlon       | 48     |
| 5e       | Montpellier Agglo Triathlon | 47     | Autun Triathlon               | 48     |
| 6e       | Team Charentes Triathlon    | 45     | Issy Triathlon                | 44     |
| 7e       | Valence Triathlon           | 38     | Brive Limousin Triathlon      | 40     |
| 8e       | Mulhouse Olympique Tri      | 38     | TCG 79 Parthenay              | 39     |
| 9e       | Les Sables Vendée Tri       | 36     | Triathlon Club de Châteauroux | 37     |
| 10e      | Metz Triathlon              | 34     | AS Libourne Triathlon         | 36     |
| 11e      | TCG 79 Parthenay            | 32     | E.C. Sartrouville Triathlon   | 28     |
| 12e      | Rouen Triathlon             | 27     | Team Charentes Triathlon      | 22     |
| 13e      | Versailles Triathlon        | 26     | Tri Saint Amand Dun 18        | 20     |
| 14e      | Montluçon Triathlon         | 26     | La Rochelle Triathlon         | 16     |
| 15e      | Sainte-Geneviève Tri        | 21     |                               |        |
| 16e      | Vitrolles Triathlon         | 10     |                               |        |

## Résultats individuels
| Hommes                                             | Dunkerque | Valence | Gray | Quiberon |
| -------------------------------------------------- | --------- | ------- | ---- | -------- |
| Jacob Birtwhistle (Valence Triathlon)              | 1er       |         |      |          |
| Kristian Blummenfelt (E.C. Sartrouville Triathlon) | 2e        |         |      | 1er      |
| Jonathan Brownlee (E.C. Sartrouville Triathlon)    | 3e        |         |      |          |
| Vincent Luis (Sainte-Geneviève Triathlon)          |           | 1er     |      |          |
| Aurélien Raphaël (Poissy Triathlon)                |           | 2e      |      |          |
| Anthony Pujades (Poissy Triathlon)                 |           | 3e      |      | 2e       |
| Raoul Shaw (Poissy Triathlon)                      |           |         | 1er  |          |
| Andrey Bryukhankov (TCG 79 Parthenay)              |           |         | 2e   |          |
| Steffen Justus (Saint-Raphaël Tri)                 |           |         | 3e   |          |
| Dorian Coninx (Poissy Triathlon)                   |           |         |      | 3e       |

| Femmes                                      | Dunkerque | Valence | Gray | Quiberon |
| ------------------------------------------- | --------- | ------- | ---- | -------- |
| Vicky Holland (Poissy Triathlon)            | 1er       | 2e      |      |          |
| Andrea Hewitt (Beauvais Tri)                | 2e        |         |      |          |
| Emmie Charayron (Brive Limousin triathlon)  | 3e        |         |      |          |
| Bárbara Riveros Díaz (Tri Val de Gray)      |           | 1er     |      |          |
| Cassandre Beaugrand (Poissy Triathlon)      |           | 3e      |      |          |
| Sophie Malowiecki (ECAC Chaumont Triathlon) |           |         | 1er  |          |
| Sandra Dodet (Poissy Triathlon)             |           |         | 2e   | 2e       |
| Melanie Santos (Autun Triathlon)            |           |         | 3e   |          |
| Margit Vanek (TCG 79 Parthenay)             |           |         |      | 1er      |
| Émilie Morier (Issy Triathlon)              |           |         |      | 3e       |